# معن الخضري
معن الخضري (بالإنجليزية: Maan Khodari)‏؛ مواليد 13 ديسمبر 1991 في جدة، السعودية، هو لاعب كرة قدم سعودي.

## مسيرة اللاعب
كانت بداياته مع الاتحاد ولعب في الرائد في عام 2015 انتقل إلى نادي نجران و وقع مع نادي الباطن مطلع عام 2017 و وقع مع نادي الشعلة في صيف 2018 و لعب بعدها مع نادي الصقور ونادي محايل.

## الحياة الشخصية
معن هو شقيق اللاعب عمر الخضري.

## روابط خارجية
- معن الخضري على موقع قاعدة بيانات كرة القدم.إي يو (الإنجليزية)
- معن الخضري على موقع Soccerway.com (الإنجليزية)